# Cyrtodactylus aaroni
Cyrtodactylus aaroni är en ödleart som beskrevs av  Günther och RÖSLER 2003. Cyrtodactylus aaroni ingår i släktet Cyrtodactylus och familjen geckoödlor. Inga underarter finns listade i Catalogue of Life.